# Б'ють — біжи
«Б'ють — біжи» (інша назва: «Бандит з цегельного заводу») — радянський телефільм 1983 року, знятий режисером Георгієм Матарадзе на кіностудії «Грузія-фільм».

## Сюжет
Добряк Пхінко, одного разу виручивши із бійки Джано, влаштував постраждалого експедитором на цегельню. Незабаром Джано разом із трьома вагонами цегли безслідно зник. Пхінко попрямував на пошуки шахрая в місто — і там, знайшовши Джано, добре його побив, за що потрапив до в'язниці. А вийшовши наступної доби на волю, герой зустрів дівчину і визнав у ній майбутню дружину.

## У ролях
- Байя Двалішвілі — Кеті Сартанія (озвучила Наталія Гурзо)
- Давид Папуашвілі — Дочіашвілі (озвучив Юрій Саранцев)
- Марина Тбілелі — мати Пхінко (озвучила Ніна Зорська)
- Тристан Саралідзе — Габо, водій (озвучив Руслан Ахметов)
- Руслан Мікаберідзе — Гарсеван Чкадуа (озвучив Рудольф Панков)
- Гія Дзнеладзе — Пхінко (озвучив Валентин Грачов)
- Заза Колелішвілі — Джано (озвучив Сергій Мартинов)
- Марина Кахіані — Тіна (озвучила Світлана Швайко)
- Ія Вахтангішвілі — Дареджан
- Гурам Гогоберідзе — дядько Жора (озвучив Валентин Брилєєв)
- Кахі Кавсадзе — директор заводу
- Зураб Капіанідзе — Гогія, інспектор (озвучив Микола Граббе)
- Олександр Туріашвілі — Міто
- Йосип Лагідзе — лейтенант Гаїоз
- Давид Чхіквадзе — епізод
- Кетеван Абуладзе — дружина футболіста
- Георгій Бурджанадзе — епізод
- Джемал Гаганідзе — епізод
- Нодар Гелашвілі — епізод
- Вано Гогітідзе — Міріан, футболіст
- Натія Гогочурі — жінка із Сванеті
- Гія Джапарідзе — епізод
- Йосип Джачвліані — хлопець із Сванеті
- Отар Зауташвілі — епізод
- Бердія Інцкірвелі — епізод
- Натіа Кавсадзе — епізод
- Вахтанг Матарадзе-Челтіспірелі — епізод
- Далі Мацаберідзе — епізод
- Натіа Мтвареїшвілі — епізод
- Джемал Ніорадзе — епізод
- Гела Отарашвілі — епізод
- Отар Отарашвілі — епізод
- Гурам Пірцхалава — епізод
- Зураб Рцхіладзе — епізод
- Георгій Сулханішвілі — епізод
- Давид Уплісашвілі — епізод
- Леван Челідзе — епізод
- Гіві Чугуашвілі — епізод
- Валерій Шатакішвілі — епізод
- Х. Арабулі — епізод
- Нодар Бекаурі — епізод
- Г. Дарбаїселі — епізод
- О. Забулашвілі — епізод
- Р. Каладжиєв — епізод
- Н. Квіціані — епізод
- З. Козаєв — епізод

## Знімальна група
- Режисер — Георгій Матарадзе
- Сценаристи — Георгій Матарадзе, Леван Челідзе
- Оператор — Ніколос Сухішвілі
- Композитор — Вахтанг Кахідзе
- Художник — Джемал Мірзашвілі